# Ligne principale Kisei
La ligne principale Kisei (紀勢本線, Kisei-honsen) est une ligne ferroviaire longeant le littoral de la péninsule de Kii au Japon, reliant les préfectures de Mie et de Wakayama. La partie comprise entre les gares de Shingū et de Wakayama est surnommée ligne Kinokuni (きのくに線, Kinokuni-sen).

## Histoire
Le premier tronçon date de 1891 : il reliait Kameyama (permettant la correspondance avec la ligne principale Kansai) à Tsu. La ligne prend sa forme actuelle en 1959, desservant 96 gares. Le plus grave accident remonte à 1956 avec la collision de deux trains de passagers à la gare de Rokken, qui entraîne une révision du système de signalisation ferroviaire japonais.

## Situation

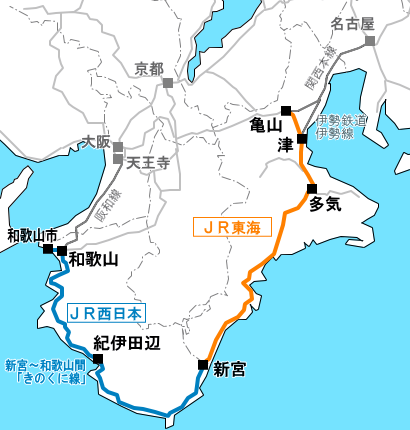
Plan de la ligne.

Longue de 384,2 km, la ligne est exploitée par la Central Japan Railway Company de Kameyama à Shingū (tronçon orange sur la carte), puis par la West Japan Railway Company de Shingū à Wakayama (tronçon bleu).

## Caractéristiques

### Ligne
- Longueur : 384,2 km
- Écartement : 1 067 mm
- Alimentation : 1 500 V par caténaire de Shingū à Wakayamashi
- Nombre de voies : 
  - Double voie de Kii-Tanabe à Wakayama
  - Voie unique de Kameyama à Kii-Tanabe et de Wakayama à Wakayamashi

### Liste des gares

#### Section Kameyama - Shingū (JR Central)

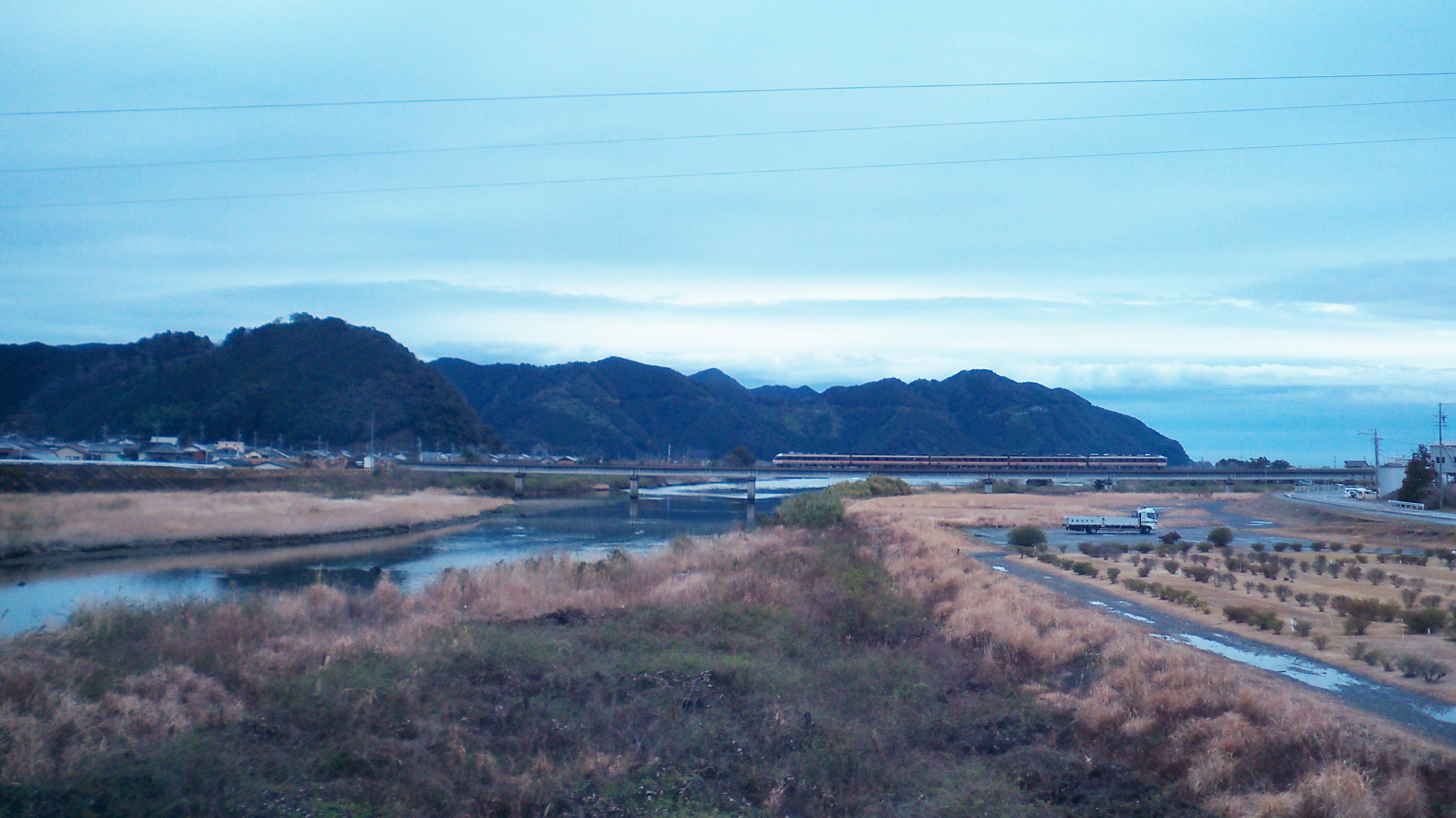
Ligne à Kihoku, tronçon JR Central.

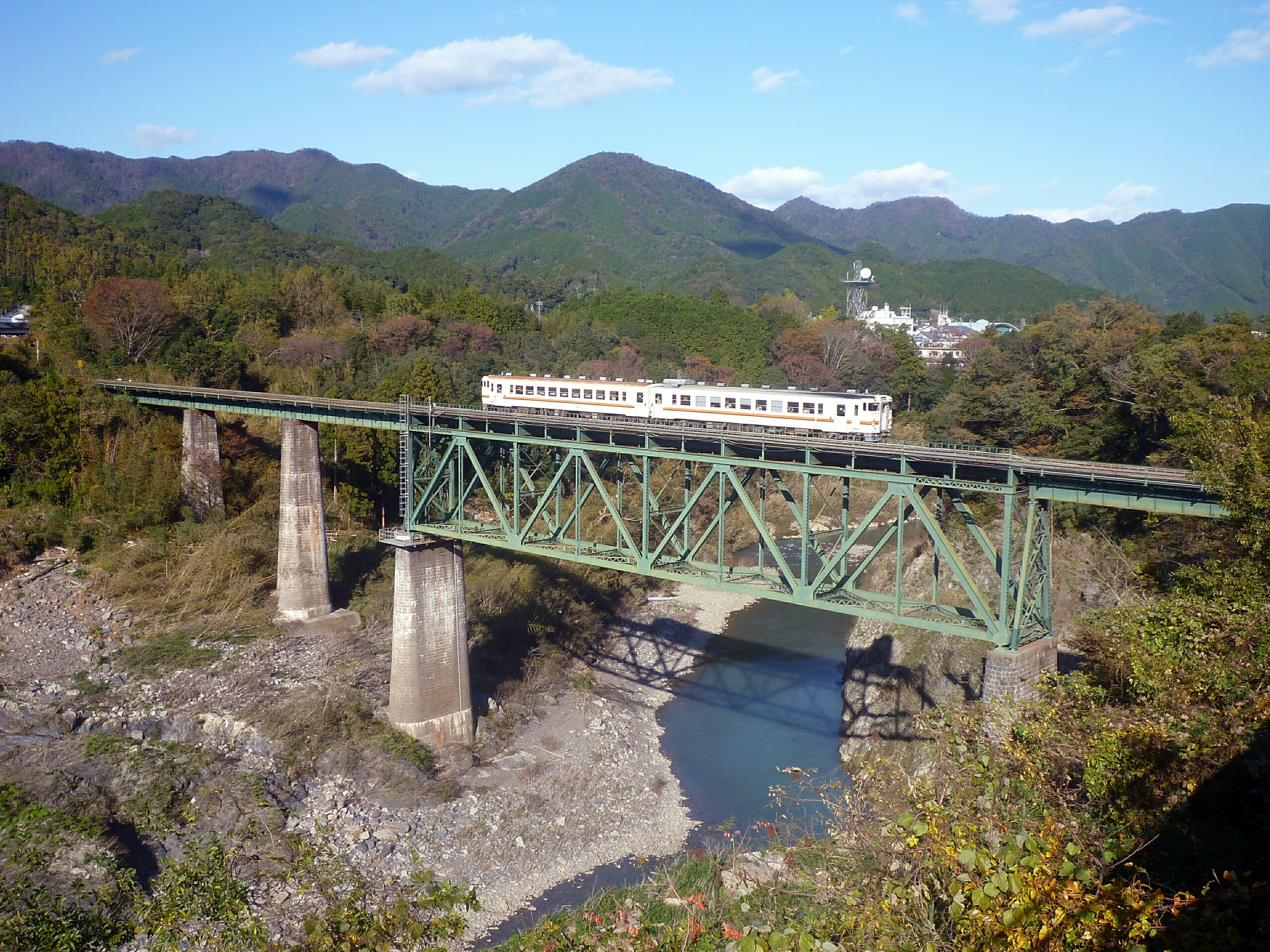
Pont sur la rivière Miya sur la commune d'Ōdai, tronçon JR Central.

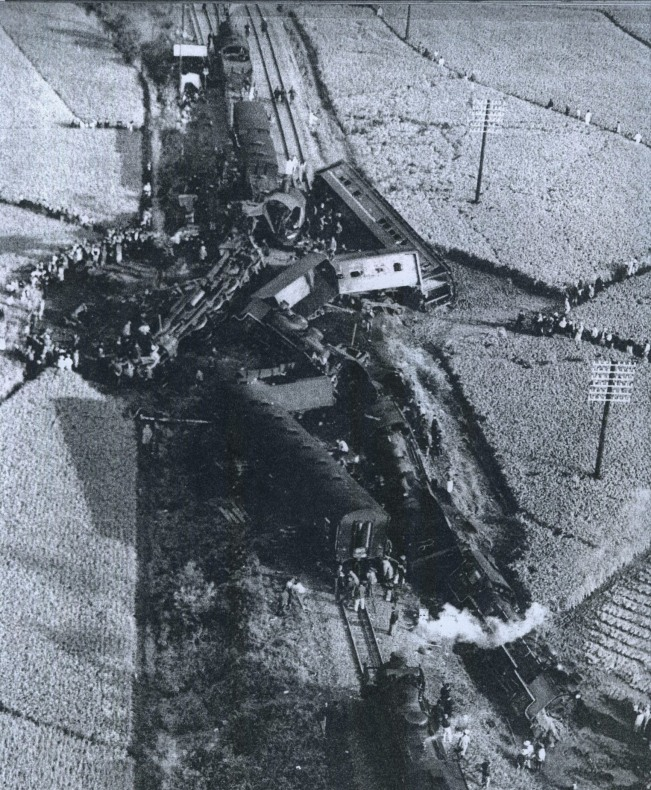
Photo aérienne de l'accident en gare de Rokken de 1956.

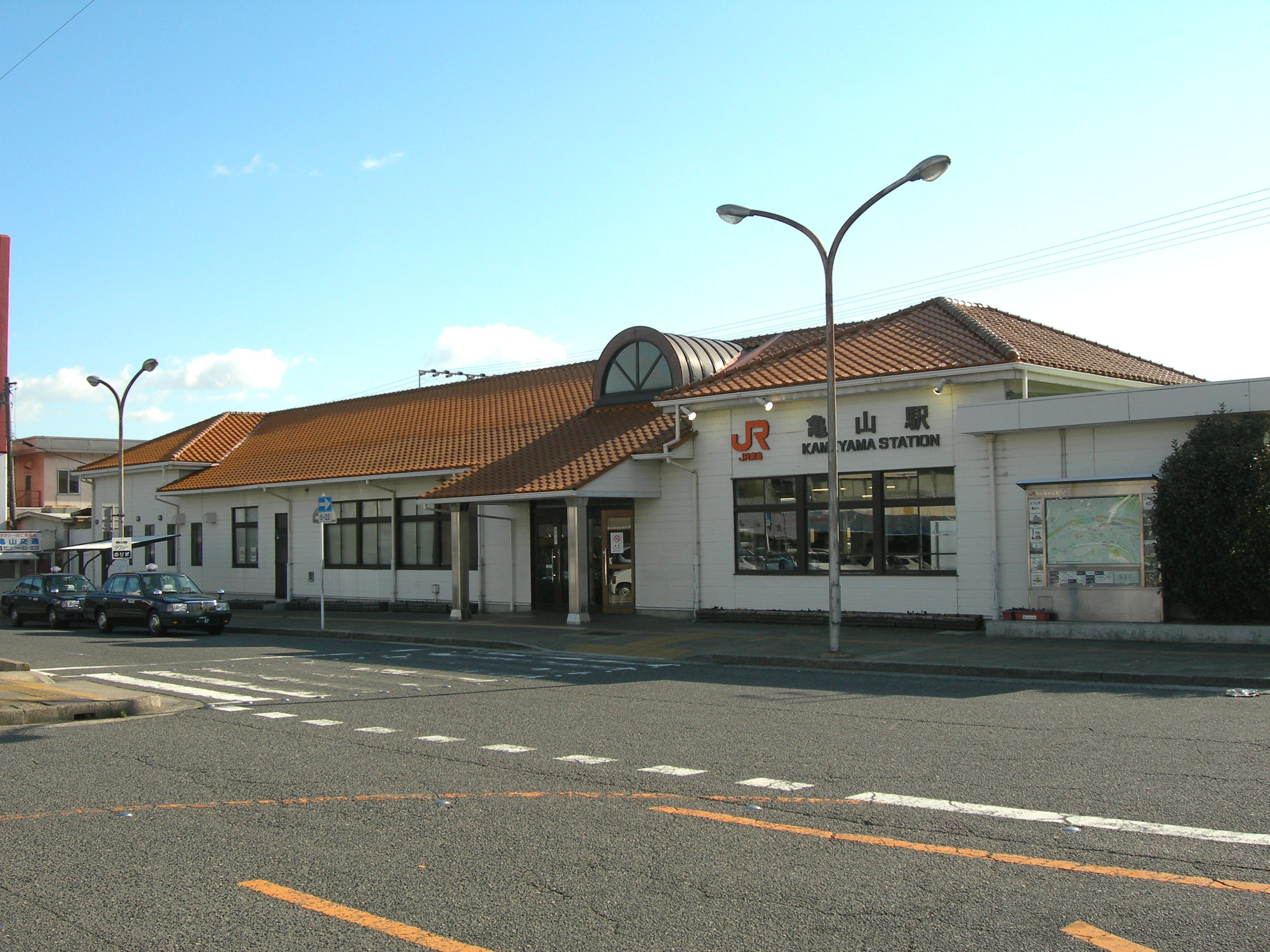
Gare de Kameyama (terminus est, tronçon JR Central.

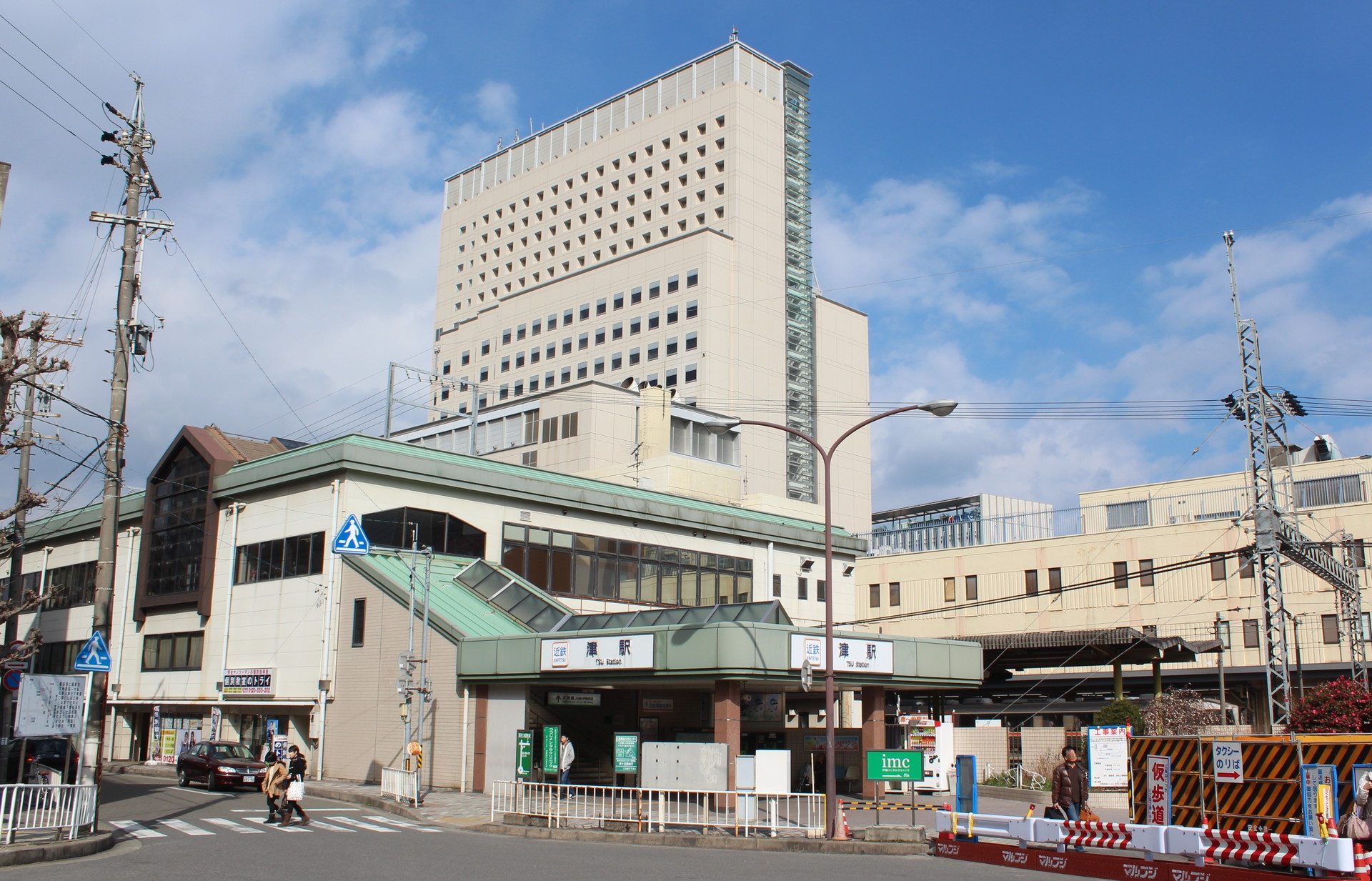
Gare de Tsu, tronçon JR Central.

| Gare            | Nom japonais | Distance (km) | Correspondances                       | Localisation | Localisation |
| --------------- | ------------ | ------------- | ------------------------------------- | ------------ | ------------ |
| Kameyama        | 亀山         | 0             | JR Central : Kansai                   | Kameyama     | Mie          |
| Shimonoshō      | 下庄         | 5,5           |                                       | Kameyama     | Mie          |
| Ishinden        | 一身田       | 12,1          |                                       | Tsu          | Mie          |
| Tsu             | 津           | 15,5          | Ise Railway : Ise Kintetsu : Nagoya   | Tsu          | Mie          |
| Akogi           | 阿漕         | 19,3          |                                       | Tsu          | Mie          |
| Takachaya       | 高茶屋       | 23,4          |                                       | Tsu          | Mie          |
| Rokken          | 六軒         | 29,1          |                                       | Matsusaka    | Mie          |
| Matsusaka       | 松阪         | 34,6          | JR Central : Meishō Kintetsu : Yamada | Matsusaka    | Mie          |
| Tokuwa          | 徳和         | 37,6          |                                       | Matsusaka    | Mie          |
| Taki            | 多気         | 42,5          | JR Central : Sangū                    | Taki         | Mie          |
| Ōka             | 相可         | 46,4          |                                       | Taki         | Mie          |
| Sana            | 佐奈         | 49,6          |                                       | Taki         | Mie          |
| Tochihara       | 栃原         | 55,1          |                                       | Ōdai         | Mie          |
| Kawazoe         | 川添         | 60,8          |                                       | Ōdai         | Mie          |
| Misedani        | 三瀬谷       | 67,9          |                                       | Ōdai         | Mie          |
| Takihara        | 滝原         | 73,0          |                                       | Ōdai         | Mie          |
| Aso             | 阿曽         | 77,1          |                                       | Taiki        | Mie          |
| Ise-Kashiwazaki | 伊勢柏崎     | 82,2          |                                       | Taiki        | Mie          |
| Ōuchiyama       | 大内山       | 86,9          |                                       | Taiki        | Mie          |
| Umegadani       | 梅ヶ谷       | 89,5          |                                       | Taiki        | Mie          |
| Kii-Nagashima   | 紀伊長島     | 98,4          |                                       | Kihoku       | Mie          |
| Minose          | 三野瀬       | 105,9         |                                       | Kihoku       | Mie          |
| Funatsu         | 船津         | 112,2         |                                       | Kihoku       | Mie          |
| Aiga            | 相賀         | 116,6         |                                       | Kihoku       | Mie          |
| Owase           | 尾鷲         | 123,3         |                                       | Owase        | Mie          |
| Ōsoneura        | 大曽根浦     | 127,4         |                                       | Owase        | Mie          |
| Kuki (ja)       | 九鬼         | 134,4         |                                       | Owase        | Mie          |
| Mikisato        | 三木里       | 138,5         |                                       | Owase        | Mie          |
| Kata            | 賀田         | 142,6         |                                       | Owase        | Mie          |
| Nigishima       | 二木島       | 146,8         |                                       | Kumano       | Mie          |
| Atashika        | 新鹿         | 150,8         |                                       | Kumano       | Mie          |
| Hadasu          | 波田須       | 153,2         |                                       | Kumano       | Mie          |
| Ōdomari         | 大泊         | 155,2         |                                       | Kumano       | Mie          |
| Kumanoshi       | 熊野市       | 157,6         |                                       | Kumano       | Mie          |
| Arii            | 有井         | 159,6         |                                       | Kumano       | Mie          |
| Kōshiyama       | 神志山       | 164,1         |                                       | Mihama       | Mie          |
| Kii-Ichigi      | 紀伊市木     | 165,6         |                                       | Mihama       | Mie          |
| Atawa           | 阿田和       | 168,4         |                                       | Mihama       | Mie          |
| Kii-Ida         | 紀伊井田     | 173,8         |                                       | Kihō         | Mie          |
| Udono           | 鵜殿         | 176,6         |                                       | Kihō         | Mie          |
| Shingū          | 新宮         | 180,2         |                                       | Shingū       | Wakayama     |

#### Section Shingū - Wakayamashi (JR West)

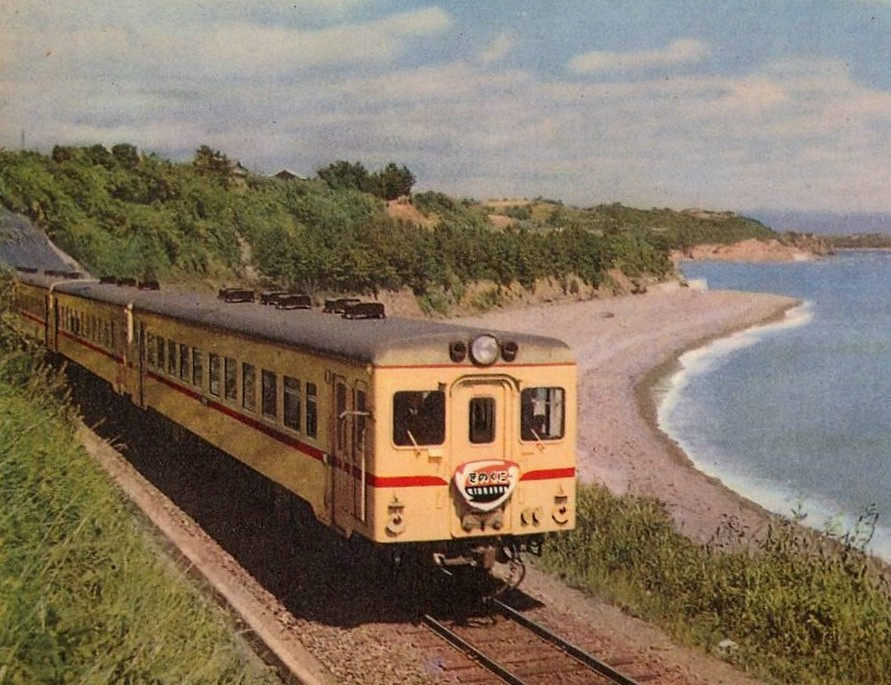
Photos des années 1960, tronçon JR West.

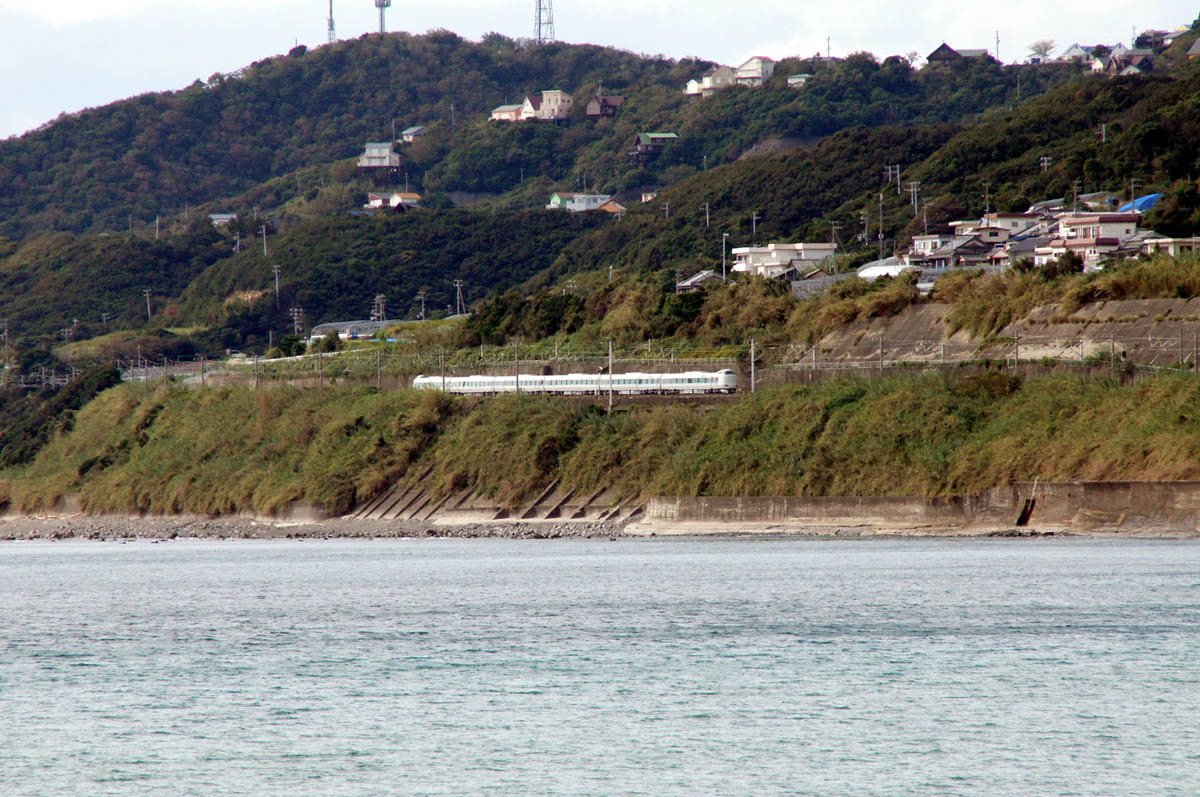
Près de la gare d'Iwashiro à Tanabe, tronçon JR West.

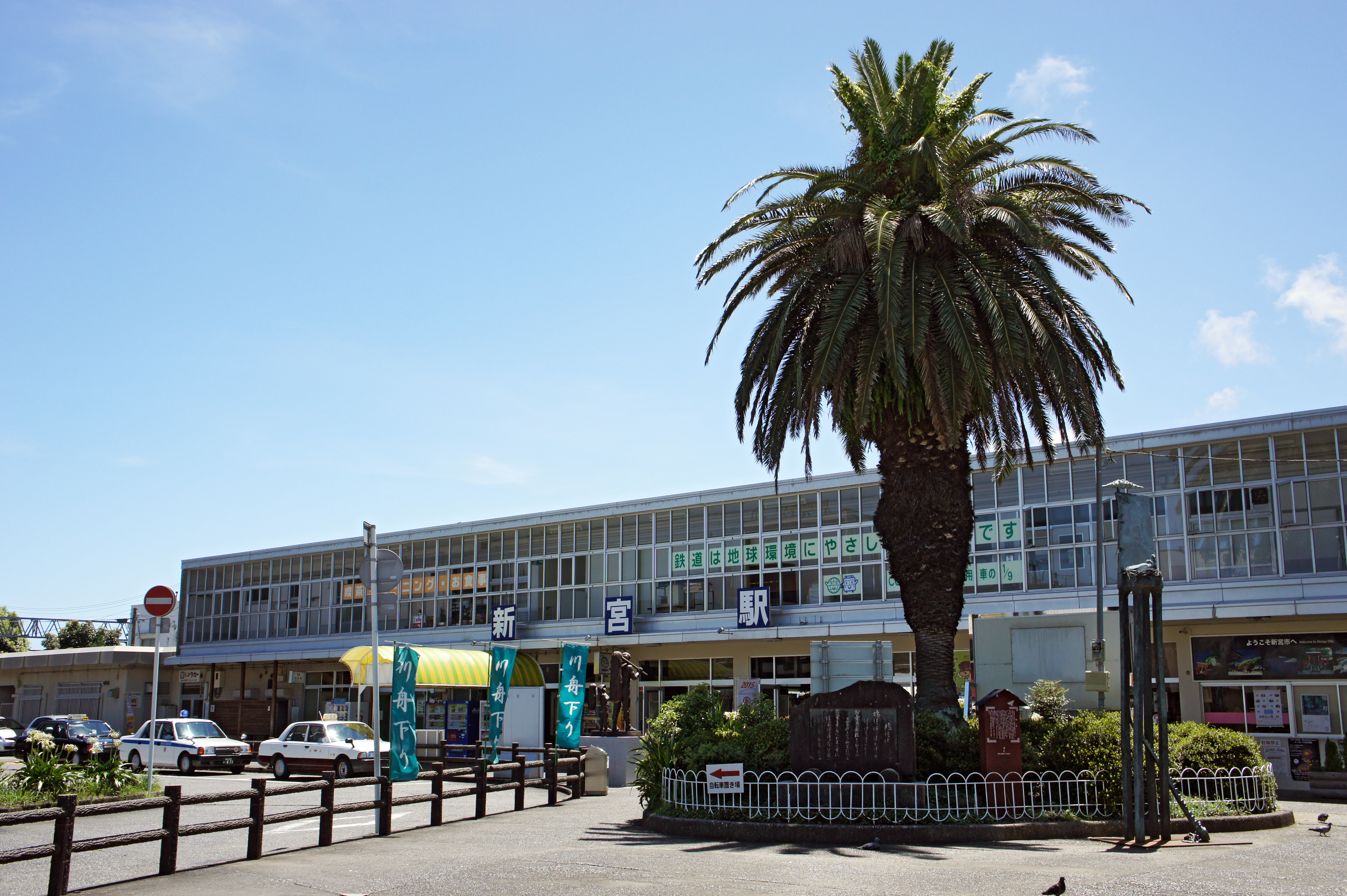
Gare de Shingū (liaison JR Central-JR West).

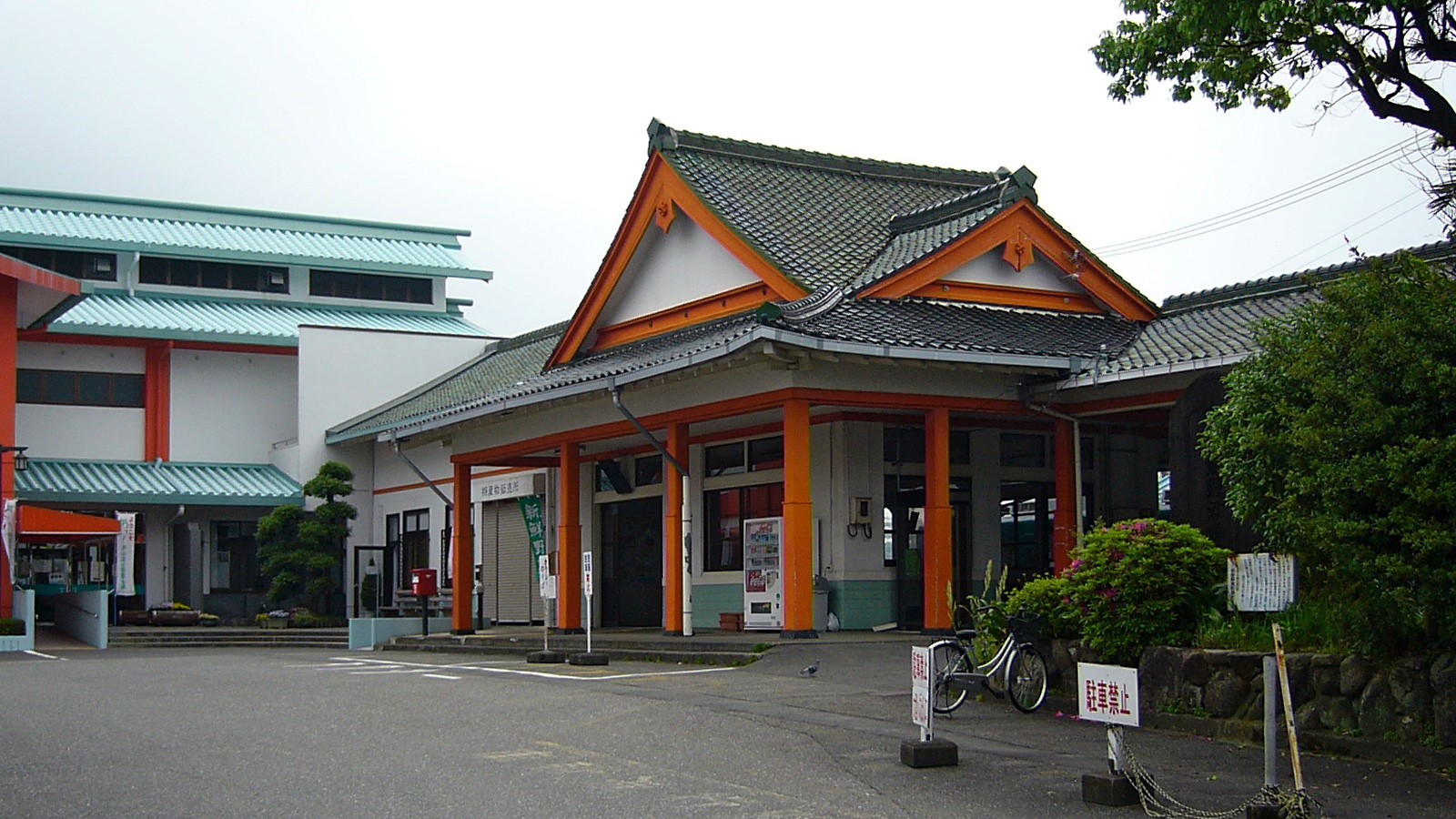
Gare de Nachi, tronçon JR West.

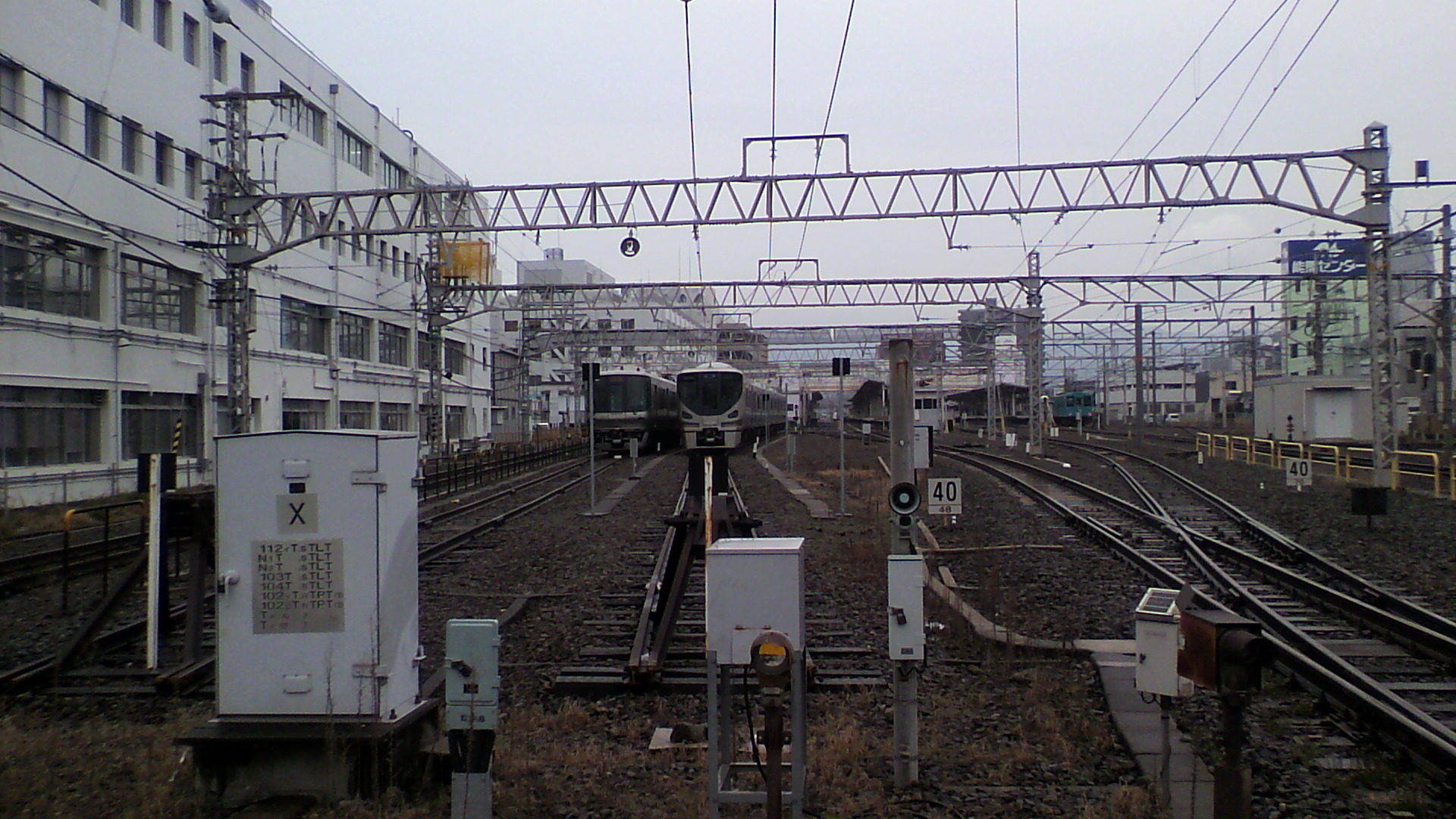
Gare de Wakayama, tronçon JR West.

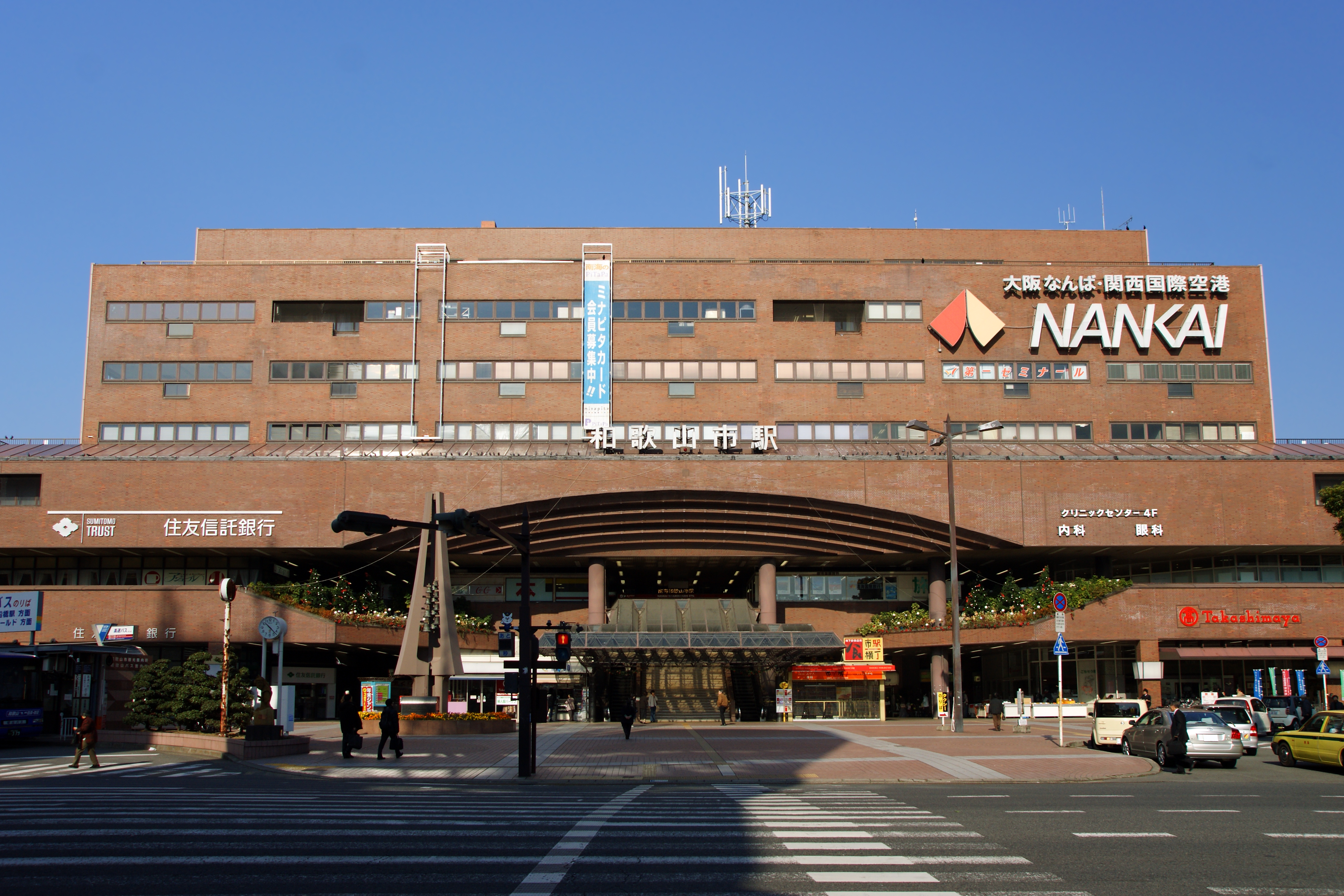
Gare de Wakayamashi (terminus ouest), tronçon JR West.

| Gare           | Nom japonais | Distance (km) | Correspondances                                                 | Localisation  | Localisation |
| -------------- | ------------ | ------------- | --------------------------------------------------------------- | ------------- | ------------ |
| Shingū         | 新宮         | 180,2         |                                                                 | Shingū        | Wakayama     |
| Miwasaki       | 三輪崎       | 184,9         |                                                                 | Shingū        | Wakayama     |
| Kii-Sano       | 紀伊佐野     | 186,6         |                                                                 | Shingū        | Wakayama     |
| Ukui           | 宇久井       | 188,7         |                                                                 | Nachikatsuura | Wakayama     |
| Nachi          | 那智         | 193,0         |                                                                 | Nachikatsuura | Wakayama     |
| Kii-Temma      | 紀伊天満     | 193,9         |                                                                 | Nachikatsuura | Wakayama     |
| Kii-Katsuura   | 紀伊勝浦     | 195,1         |                                                                 | Nachikatsuura | Wakayama     |
| Yukawa         | 湯川         | 197,8         |                                                                 | Nachikatsuura | Wakayama     |
| Taiji          | 太地         | 199,9         |                                                                 | Taiji         | Wakayama     |
| Shimosato      | 下里         | 201,1         |                                                                 | Nachikatsuura | Wakayama     |
| Kii-Uragami    | 紀伊浦神     | 205,0         |                                                                 | Nachikatsuura | Wakayama     |
| Kii-Tahara     | 紀伊田原     | 209,9         |                                                                 | Kushimoto     | Wakayama     |
| Koza           | 古座         | 215,0         |                                                                 | Kushimoto     | Wakayama     |
| Kii-Hime       | 紀伊姫       | 218,9         |                                                                 | Kushimoto     | Wakayama     |
| Kushimoto      | 串本         | 221,8         |                                                                 | Kushimoto     | Wakayama     |
| Kii-Arita      | 紀伊有田     | 227,6         |                                                                 | Kushimoto     | Wakayama     |
| Tanami         | 田並         | 229,4         |                                                                 | Kushimoto     | Wakayama     |
| Tako           | 田子         | 233,7         |                                                                 | Kushimoto     | Wakayama     |
| Wabuka         | 和深         | 236,4         |                                                                 | Kushimoto     | Wakayama     |
| Esumi          | 江住         | 242,0         |                                                                 | Susami        | Wakayama     |
| Mirozu         | 見老津       | 245,0         |                                                                 | Susami        | Wakayama     |
| Susami         | 周参見       | 254,0         |                                                                 | Susami        | Wakayama     |
| Kii-Hiki       | 紀伊日置     | 261,2         |                                                                 | Shirahama     | Wakayama     |
| Tsubaki        | 椿           | 267,3         |                                                                 | Shirahama     | Wakayama     |
| Kii-Tonda      | 紀伊富田     | 272,5         |                                                                 | Shirahama     | Wakayama     |
| Shirahama      | 白浜         | 275,4         |                                                                 | Shirahama     | Wakayama     |
| Asso           | 朝来         | 279,7         |                                                                 | Kamitonda     | Wakayama     |
| Kii-Shinjō     | 紀伊新庄     | 283,2         |                                                                 | Tanabe        | Wakayama     |
| Kii-Tanabe     | 紀伊田辺     | 285,4         |                                                                 | Tanabe        | Wakayama     |
| Haya           | 芳養         | 289,5         |                                                                 | Tanabe        | Wakayama     |
| Minabe         | 南部         | 294,5         |                                                                 | Minabe        | Wakayama     |
| Iwashiro       | 岩代         | 299,6         |                                                                 | Minabe        | Wakayama     |
| Kirime         | 切目         | 305,5         |                                                                 | Inami         | Wakayama     |
| Inami          | 印南         | 309,3         |                                                                 | Inami         | Wakayama     |
| Inahara        | 稲原         | 313,6         |                                                                 | Inami         | Wakayama     |
| Wasa           | 和佐         | 320,4         |                                                                 | Hidakagawa    | Wakayama     |
| Dōjō-ji        | 道成寺       | 324,7         |                                                                 | Gobō          | Wakayama     |
| Gobō           | 御坊         | 326,3         | Kishu Railway : Kishu Railway                                   | Gobō          | Wakayama     |
| Kii-Uchihara   | 紀伊内原     | 329,2         |                                                                 | Hidaka        | Wakayama     |
| Kii-Yura       | 紀伊由良]    | 334,5         |                                                                 | Yura          | Wakayama     |
| Hirokawa Beach | 広川ビーチ   | 341,3         |                                                                 | Hirogawa      | Wakayama     |
| Yuasa          | 湯浅         | 343,9         |                                                                 | Yuasa         | Wakayama     |
| Fujinami       | 藤並         | 347,3         |                                                                 | Aridagawa     | Wakayama     |
| Kii-Miyahara   | 紀伊宮原     | 351,2         |                                                                 | Arida         | Wakayama     |
| Minoshima      | 箕島         | 355,6         |                                                                 | Arida         | Wakayama     |
| Hatsushima     | 初島         | 358,1         |                                                                 | Arida         | Wakayama     |
| Shimotsu       | 下津         | 361,1         |                                                                 | Kainan        | Wakayama     |
| Kamogō         | 加茂郷       | 363,8         |                                                                 | Kainan        | Wakayama     |
| Shimizuura     | 冷水浦       | 367,7         |                                                                 | Kainan        | Wakayama     |
| Kainan         | 海南         | 370,5         |                                                                 | Kainan        | Wakayama     |
| Kuroe          | 黒江         | 372,3         |                                                                 | Kainan        | Wakayama     |
| Kimiidera      | 紀三井寺     | 375,9         |                                                                 | Wakayama      | Wakayama     |
| Miyamae        | 宮前         | 378,8         |                                                                 | Wakayama      | Wakayama     |
| Wakayama       | 和歌山       | 380,9         | JR West : Hanwa, Wakayama Wakayama Electric Railway : Kishigawa | Wakayama      | Wakayama     |
| Kiwa           | 紀和         | 382,7         |                                                                 | Wakayama      | Wakayama     |
| Wakayamashi    | 和歌山市     | 384,2         | Nankai : Kada, Nankai, Wakayamakō                               | Wakayama      | Wakayama     |